# 西城区域
西城區域（朝鲜语：／ Sŏsŏng guyŏk */?）是朝鮮民主主義人民共和國首都平壤市的一個區域，位於市中心西北。南界普通江。
2008年人口147,138人，下分15洞。